# Crazy Roller Coaster
Crazy Roller Coaster (chinesisch: 疯狂过山车) in Nanhu Amusement Park (Guangzhou, Guangdong, Volksrepublik China) war eine Stahlachterbahn vom Modell Custom MK-1200 der Hersteller Arrow Dynamics und Vekoma, die 1986 eröffnet wurde.
Nach Baubeginn ging Arrow Dynamics bankrott und der Hersteller Vekoma vollendete die Bahn. Die Bahn wurde 2013 oder früher geschlossen, wobei die Strecke – mit Ausnahme der Station und manchen Streckenteilen – weiterhin besteht.
Die 720 m lange Strecke besaß vier Inversionen: einen doppelten Korkenzieher, einen Reverse Sidewinder und einen Looping.

## Züge
Crazy Roller Coaster besaß zwei Züge von Arrow Dynamics mit jeweils sieben Wagen. In jedem Wagen konnten vier Personen (zwei Reihen à zwei Personen) Platz nehmen.